# Optaşi-Măgura
Optaşi-Măgura é uma comuna romena localizada no distrito de Olt, na região de Oltênia. A comuna possui uma área de 29.00 km² e sua população era de 1243 habitantes segundo o censo de 2007.